# Sarah Sponcil
Sarah Marie Sponcil (Phoenix (Arizona), 16 de agosto de 1996) é  ex-uma voleibolista indoor e atualmente jogadora de voleibol de praia estadunidense.

## Carreira
Os primeiros passos deu  aos 6 anos de idade  e aos oito anos na escola Veritas Preparatory Academy  em sua cidade natal, era praticante do voleibol indoor, atuou como levantadora por três temporadas no Loyola Marymount Lions (LMU Lions),  de 2015 a 2017, depois, transferiu-se para a UCLA.Em 2013, ela jogou seu primeiro torneio de vôlei de praia no Circuito da AVP em Huntington Beach ao lado de Susannah Muno.
Em 2014 disputou ao lado de Alic Eager o Campeonato Mundial Sub-19 em Porto, finalizando na trigésima sétima colocação.No ano de 2016 disputou com Torrey Van Winden a edição do Campeonato Mundial de Vôlei de Praia SUb-21 em e terminaram na quarta colocação em Lucerna.
Na temporada de 2017 atuou com Savannah Slattery no USAV Collegiate Beach Championship e terminaram na quinta colocação.Em 2018 disputou o torneio tres estrelas de Haiyang  ao lado  Caitlin Ledoux no Circuito Mundial, depois ao lado de Lauren Fendrick quinto lugar no torneio tres estrelas de Tóquio e no cinco estrelas de Viena. Durante seus dois anos com os Bruins, ela ajudou a levá-los ao seu primeiro título nacional em 2018 e novamente em 2019.
Ainda em 2018 formou dupla com Kelly Claes e finalizaram na terceira posição no torneio tres estrelas de Qinzhou, nona posição no quatro estrelas de Las Vegas em 2018 e vice-campeãs em quatro estrelas de  Haia em 2019, quinta posição no quatro estrelas de Jinjiang, nona posição no quatro estrelas de Warsaw e Ostrava, também no cinco estrelas de Vienna, mesma posição no Campeonato Mundial em Hamburgo, além da trigésima terceira posição em Gstaad, obtiveram o vice-campeonato no quatro estrelas de Espinho, quinto lugar nos quatro estrelas de Moscou e Tóquio, nono lugar no Finals em Roma.
Ainda em 2019 juntas terminaram na nona posição no tres estrelas de Qinzhou e quinto em Chetumal. Competiram juntas em 2021, obtenco o quinto lugar em Katara, o trigésimo terceiro posto no  quatro estrelas, I evento em Cancún, quinto lugares no II e III eventos, vencendo o quatro estrelas de Sochi e de Ostrava, finalizaram en nono no quatro estrelas de Gstaad.Pelo Ranking Mundial obtiveram a qualificação olímpica, superando Kerri Walsh e Brooke Sweat, e irão disputar os Jogos Olímpicos de Verão de 2020.

## Títulos e resultados
- Torneio 4* de Ostrava do Circuito Mundial de Vôlei de Praia:2021
- Torneio 4* de Sochi do Circuito Mundial de Vôlei de Praia:2021
- Torneio 4* de Espinho do Circuito Mundial de Vôlei de Praia:2019
- Torneio 4* de Haia do Circuito Mundial de Vôlei de Praia:2019
- Torneio 3* de Qinzhou do Circuito Mundial de Vôlei de Praia:2018
- Campeonato Nacional Universitário NCAA de Vôlei de Praia:2018 e 2019

## Premiações individuais
- Novata do Ano de 2018